# دهستان آشار
دهستان آشار، یکی از دهستان‌های بخش آشار شهرستان مهرستان در استان سیستان و بلوچستان ایران است. مرکز این دهستان، شهر آشار است.

## جمعیت
بر پایه سرشماری عمومی نفوس و مسکن در سال ۱۳۹۵، جمعیت دهستان آشار برابر با ۶٬۳۴۴ نفر بوده‌است.